# Rettore (ecclesiastico)
Rettore fu il termine utilizzato per indicare vescovi e reggenti di città o province, specialmente dello Stato Pontificio; essi erano anche gli amministratori del patrimonio della Chiesa (ad esempio rector Siciliæ).

## Gerarchia cattolica
Nella Chiesa cattolica, il rettore è un sacerdote che ricopre l'ufficio di presidente di un'istituzione ecclesiastica. Per istituzione si intende prevalentemente una struttura fisica (come una chiesa o un santuario) oppure un'organizzazione, come una parrocchia, una missione, un seminario o una casa di studi, un'università cattolica, un ospedale o una comunità di chierici o religiosi.
Il termine rettore fu utilizzato da papa Gregorio Magno (590-604) nella "Regula Pastoralis", con significato equivalente a quello di pastore. Il papa stesso poteva essere chiamato "rettore del mondo" in quanto riceveva, all'atto della sua ascesa al soglio pontificio, la tiara simbolo del suo potere temporale.
Nello Stato Pontificio, fu Innocenzo III (1198-1216) il primo ad inviare nelle province un rettore con poteri di governo. A partire dal XIV secolo, il pontefice nominò per ogni provincia (o Legazione) un legato ed un rettore. I rettori dipendevano dai legati, ma avevano anche dei poteri autonomi:
- potevano nominare gli ufficiali del comune, con l'eccezione del podestà (che veniva scelto e nominato dal legato pontificio);
- disponevano del potere legislativo e potevano agire in deroga agli statuti cittadini;
- avevano la facoltà di graziare i condannati e sospendere i processi; potevano interferire nella giurisdizione del podestà;
- detenevano il comando supremo dell'esercito cittadino. Non avevano invece alcuna giurisdizione per quanto riguarda i rapporti esterni alla città, che venivano gestiti direttamente dal legato e dal papa.

Oggi il diritto canonico menziona tre tipi di rettori: rettori di seminari (c. 239 e c. 833 n. 6); rettori di chiese che non appartengono all'amministrazione di una parrocchia o di un capitolo di canonici o religiosi (c. 556–553); rettori delle università cattoliche (c. 443 §3 n. 3 & c. 833 n. 7). Sino al primo Novecento si firmava come rector anche il parroco di una parrocchia; l'uso si è perso dopo il 1929, anno dei Patti Lateranensi. 
Molto spesso il termine rettore viene utilizzato anche in senso generico per personalità ecclesiastiche che pure non hanno tale titolo. Ad esempio un vescovo diocesano è egli stesso un rettore, in quanto presiede sia all'organizzazione ecclesiastica (la diocesi) sia agli edifici ecclesiastici (la cattedrale). In molte diocesi, il vescovo delega alle operazioni quotidiane in cattedrale un sacerdote che è comunemente chiamato rettore, ma il cui termine specifico è plebanus nel senso di "pastore del popolo", specialmente se la cattedrale ha anche il titolo di parrocchia. Altro esempio è rappresentato dal pastore di una parrocchia (parochus in latino), il quale è rettore della chiesa ove officia e della parrocchia intesa come circoscrizione paesana.
In alcune congregazioni religiose di sacerdoti, il titolo di rettore viene utilizzato per definire il superiore di una casa o di una comunità appartenente all'ordine (ad esempio comunità di Gesuiti, Chierici Regolari Somaschi, Chierici Regolari della Madre di Dio, Società dell'Apostolato Cattolico).
Altri usi del titolo si fanno in casi particolari, come nell'Università di Notre Dame, a Parigi, che fin dal Medioevo viene condotta come un seminario, in quanto gestita da sacerdoti.

## Gerarchia protestante
In alcune Chiese congregazionali protestanti come nei Battisti, Discepoli di Cristo, Chiesa unita di Cristo, Chiesa Evangelica e simili, il rettore è una persona eletta a guidare la congregazione con spirito pastorale, unitamente al suo impegno amministrativo.

## Gerarchia anglicana
Nella Chiesa anglicana il rettore è un tipo particolare di parroco. Storicamente i parroci della Chiesa d'Inghilterra erano divisi in rettori, vicari e curati perpetui: il rettore riceveva direttamente le decime della propria parrocchia, mentre il vicario riceveva solamente le decime minori della parrocchia. Il curato perpetuo non riceveva alcuna decima ma solo un piccolo salario concessogli direttamente dalla diocesi. Solitamente le parrocchie che disponevano di un rettore detenevano anche proprietà terriere annesse al proprio patrimonio ecclesiastico.